# Politieke Pop
Politieke Pop is een Chinese kunststroming waarvan de term in 1991 werd geïntroduceerd door kunstcriticus Li Xianting in het artikel Apathy and Deconstructive Consciousness in Post-1989 Art.
Met Politieke Pop wordt verwezen naar de overgang van de heiligheid van de politiek in de kunst, ook wel Mao-koorts genoemd, naar een satirische, populaire trend. De trend karakteriseert zich door populaire muziekbewerkingen van beroemde liederen uit de Mao-periode of afbeeldingen van Mao op allerlei snuisterijen zoals aanstekers.